# Componente (teoría de grafos)

Un grafo no dirigido con tres componentes (conexos).

Un grafo dirigido con tres componentes fuertemente conexos.

En teoría de grafos, un componente o componente conexo es un subgrafo inducido de un grafo en que cualesquiera dos vértices están conectados mediante un camino. Un vértice aislado, el grafo trivial o un grafo conexo son en sí mismos componentes.
Para los grafos no dirigidos, se habla sencillamente de componentes o componentes conexos. Sin embargo, para grafos dirigidos, se habla de componente débilmente conexo, si no se considera el sentido de las aristas, o bien de componente fuertemente conexo, cuando sí se considera el sentido de las aristas.